# Liste der Baudenkmäler in Parkstetten

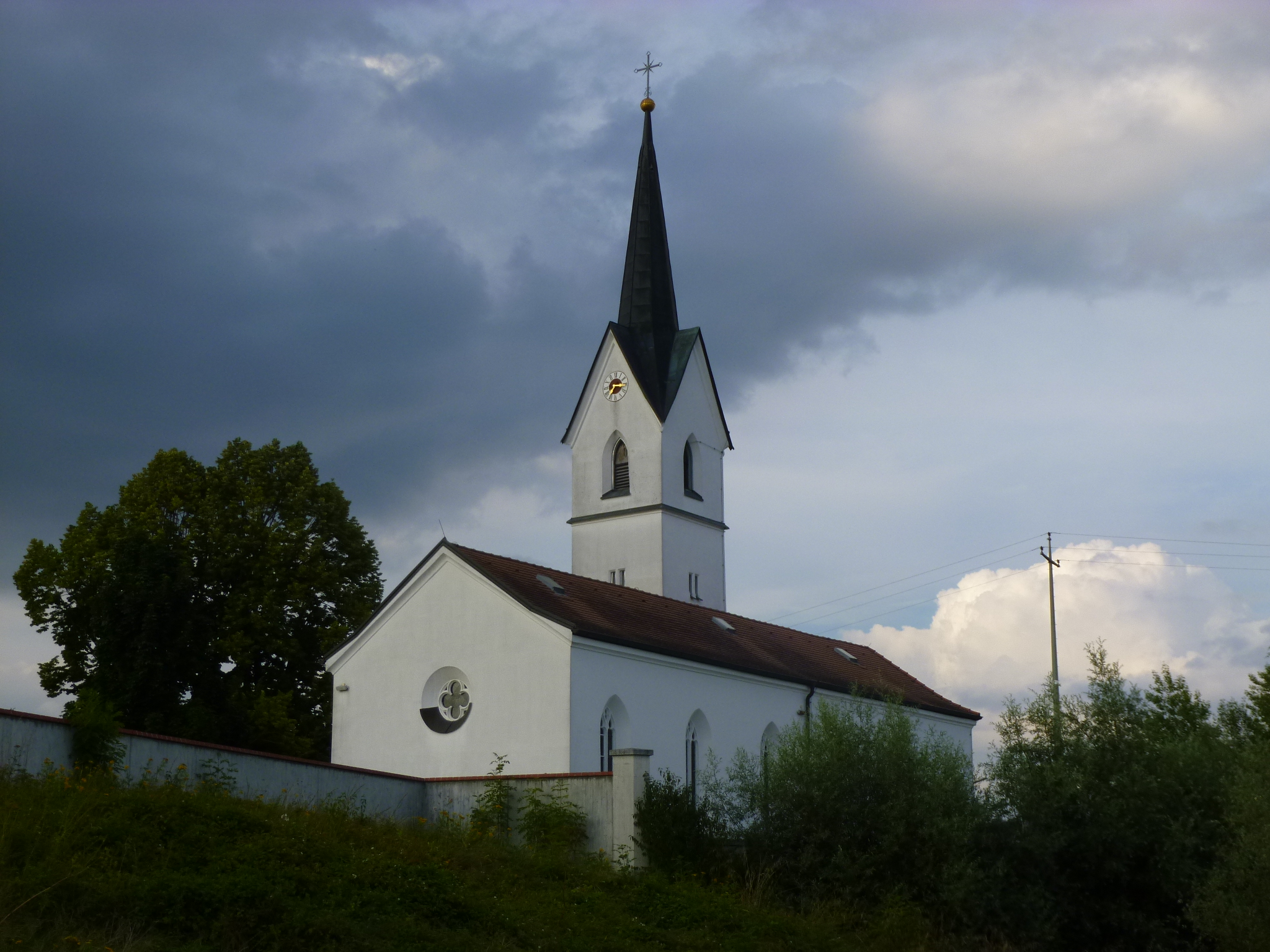
Reibersdorf, Filialkirche St. Martin

Auf dieser Seite sind die Baudenkmäler in der niederbayerischen Gemeinde Parkstetten zusammengestellt. Diese Tabelle ist eine Teilliste der Liste der Baudenkmäler in Bayern. Grundlage ist die Bayerische Denkmalliste, die auf Basis des Bayerischen Denkmalschutzgesetzes vom 1. Oktober 1973 erstmals erstellt wurde und seither durch das Bayerische Landesamt für Denkmalpflege geführt wird. Die folgenden Angaben ersetzen nicht die rechtsverbindliche Auskunft der Denkmalschutzbehörde.

## Baudenkmäler nach Ortsteilen

### Oberharthof
| Lage                            | Objekt  | Beschreibung                                            | Akten-Nr.    | Bild           |
| ------------------------------- | ------- | ------------------------------------------------------- | ------------ | -------------- |
| Südöstlich des Ortes (Standort) | Kapelle | Waldkapelle aus der zweiten Hälfte des 18. Jahrhunderts | D-2-78-170-2 | weitere Bilder |

### Oberparkstetten
| Lage                    | Objekt                             | Beschreibung | Akten-Nr.    | Bild           |
| ----------------------- | ---------------------------------- | --- | ------------ | -------------- |
| Kirchplatz 8 (Standort) | Katholische Filialkirche St. Georg | im Kern gotisch, Umbau im 18. Jahrhundert; mit Ausstattung; ehemaliger Karner, im Kern romanisch, Langhaus nachmittelalterlich | D-2-78-170-1 | weitere Bilder |

### Reibersdorf
| Lage                                    | Objekt                              | Beschreibung                                       | Akten-Nr.    | Bild           |
| --------------------------------------- | ----------------------------------- | -------------------------------------------------- | ------------ | -------------- |
| Donaustraße 3 (Standort)                | Katholische Filialkirche St. Martin | spätgotischer Bau 15. Jahrhundert; mit Ausstattung | D-2-78-170-3 | weitere Bilder |
| Richprechtstraße (bei Nr. 3) (Standort) | Kapelle                             | zweite Hälfte 18. Jahrhundert; mit Ausstattung     | D-2-78-170-4 | weitere Bilder |

### Thurasdorf
| Lage                           | Objekt  | Beschreibung                     | Akten-Nr.    | Bild |
| ------------------------------ | ------- | -------------------------------- | ------------ | ---- |
| Kößnacher Straße 15 (Standort) | Kapelle | bezeichnet 1840; mit Ausstattung | D-2-78-170-6 | BW   |

### Unterparkstetten
| Lage                                          | Objekt  | Beschreibung                                                | Akten-Nr.    | Bild           |
| --------------------------------------------- | ------- | ----------------------------------------------------------- | ------------ | -------------- |
| Bogener Straße (bei Nr. 5) (Standort)         | Kapelle | 18./19. Jahrhundert                                         | D-2-78-170-9 | weitere Bilder |
| Bogener Straße 42 (Standort)                  | Kapelle | Straßenkapelle aus dem 18./19. Jahrhundert; mit Ausstattung | D-2-78-170-8 | weitere Bilder |
| Chamer Straße (bei der Haidstraße) (Standort) | Kapelle | Giebelständiger Bau aus der Mitte des 19. Jahrhunderts      | D-2-78-170-7 | weitere Bilder |